# Червона скеля-стрімчак над рікою Ріка
Черво́на ске́ля-стрімча́к над ріко́ю Рі́ка — геологічна пам'ятка природи місцевого значення в Україні. Розташована в межах Хустського району Закарпатської області, на західній околиці міста Хуста (правий берег річки Ріки). 
Площа 2 га. Статус надано згідно з рішенням облвиконкому від 18.11.1969 року № 414, ріш. ОВК від 23.10.1984 року № 253. Перебуває у віданні Хустського виробничого управління комунального господарства. 
Статус надано з метою збереження скелястого урвища — ерозійного останця з відслоненнями андезитів, перекритих агломератовими андезитовими туфами. Урвище має висоту до 15 м. і довжину до 100 м. Породи (особливо туфи) забарвлені в червоний колір завдяки інтенсивному озалізненню. 